# A Certain Scientific Railgun
A Certain Scientific Railgun (jap. とある科学の超電磁砲 Toaru kagaku no rērugan) – manga napisana przez Kazumę Kamachiego i zilustrowana przez Motoia Fuyukawę, publikowana na łamach magazynu „Dengeki Daioh” wydawnictwa ASCII Media Works od lutego 2007. Manga jest spin-offem serii light novel A Certain Magical Index, rozgrywającym się przed i w trakcie wydarzeń z głównej historii. Na jej podstawie studio J.C.Staff wyprodukowało 3 sezony anime, które emitowano w latach 2009–2020.

## Fabuła
W futurystycznym Mieście Akademickim, którego 80% mieszkańców stanowią uczniowie, a wielu z nich to esperzy posiadający unikalne moce psychiczne, Mikoto Misaka jest trzecią najsilniejszą z zaledwie siedmiu esperów, którzy otrzymali rangę 5 poziomu. Seria opowiada o poczynaniach Mikoto i jej przyjaciółek; Kuroko Shirai, Kazari Uiharu i Ruiko Saten, przed i w trakcie wydarzeń z A Certain Magical Index.

## Manga
Pierwszy rozdział mangi został opublikowany 25 lutego 2007 w magazynie „Dengeki Daioh”. Następnie wydawnictwo ASCII Media Works rozpoczęło zbieranie rozdziałów do wydań w formacie tankōbon, których pierwszy tom ukazał się 10 listopada tego samego roku. Według stanu na 27 marca 2023, do tej pory wydano 18 tomów.
| Nr | Data wydania (język japoński) | ISBN (język japoński)  |
| -- | ----------------------------- | ---------------------- |
| 1  | 10 listopada 2007             | ISBN 978-4-8402-4107-6 |
| 2  | 10 czerwca 2008               | ISBN 978-4-04-867146-0 |
| 3  | 27 lutego 2009                | ISBN 978-4-04-867719-6 |
| 4  | 27 października 2009          | ISBN 978-4-04-868169-8 |
| 5  | 26 czerwca 2010               | ISBN 978-4-04-868686-0 |
| 6  | 26 lutego 2011                | ISBN 978-4-04-870350-5 |
| 7  | 17 grudnia 2011               | ISBN 978-4-04-870976-7 |
| 8  | 27 października 2012          | ISBN 978-4-04-891101-6 |
| 9  | 27 sierpnia 2013              | ISBN 978-4-04-891844-2 |
| 10 | 26 lipca 2014                 | ISBN 978-4-04-866698-5 |
| 11 | 27 października 2015          | ISBN 978-4-04-865431-9 |
| 12 | 26 listopada 2016             | ISBN 978-4-04-892365-1 |
| 13 | 27 listopada 2017             | ISBN 978-4-04-893425-1 |
| 14 | 11 października 2018          | ISBN 978-4-04-912146-9 |
| 15 | 10 października 2019          | ISBN 978-4-04-912838-3 |
| 16 | 26 października 2020          | ISBN 978-4-04-913481-0 |
| 17 | 26 lutego 2022                | ISBN 978-4-04-914255-6 |
| 18 | 27 marca 2023                 | ISBN 978-4-04-914959-3 |

## Anime
24-odcinkowy telewizyjny serial anime w oparciu o mangę został wyprodukowany przez studio J.C.Staff i wyreżyserowany przez Tatsuyukiego Nagaia. Scenariusz napisał Seishi Minakami, postacie zaprojektował Yuichi Tanaka, a muzykę skomponowała Maiko Iuchi. Anime było emitowane w Japonii między 3 października 2009 a 20 marca 2010. Pięciominutowy bonusowy odcinek został dołączony do oficjalnej książki wizualnej serii wydanej 24 lipca 2010. 29 października 2010 premierę miał również odcinek OVA.
21 października 2012 zapowiedziano powstanie drugiego sezonu zatytułowanego A Certain Scientific Railgun S. Emisja rozpoczęła się 12 kwietnia i zakończyła 27 września 2013, licząc łącznie 24 odcinki. Kolejny bonusowy odcinek został wydany 27 marca 2014.
Trzeci sezon, zatytułowany A Certain Scientific Railgun T, emitowano od 10 stycznia do 25 września 2020.
Od 1 sierpnia 2019 do 31 lipca 2023 dwa pierwsze sezony anime były dostępne na platformie Netflix. Prawa do dystrybucji trzeciego sezonu nabyło Crunchyroll.

### Ścieżka dźwiękowa
| Seria          | Tytuł                              | Wykonawcy                             | Źródło   |
| Czołówka       | Czołówka                           | Czołówka                              | Czołówka |
| -------------- | ---------------------------------- | ------------------------------------- | -------- |
| 1              | „only my railgun”                  | fripSide                              | [ 33 ]   |
| 1              | „LEVEL5-judgelight-”               | fripSide                              | [ 33 ]   |
| 2              | „Sister’s Noise”                   | fripSide                              | [ 34 ]   |
| 2              | „eternal reality”                  | fripSide                              | [ 34 ]   |
| 3              | „final phase”                      | fripSide                              | [ 35 ]   |
| 3              | „dual existence”                   | fripSide                              | [ 35 ]   |
| Napisy końcowe |                                    |                                       |          |
| 1              | „only my railgun”                  | fripSide                              | [ 33 ]   |
| 1              | „Dear My Friend—Mada Minu Mirai e” | ELISA                                 | [ 33 ]   |
| 1              | „Smile -You & Me-”                 | ELISA                                 | [ 33 ]   |
| 1              | „Real Force”                       | ELISA                                 | [ 33 ]   |
| 2              | „Sister’s Noise”                   | fripSide                              | [ 34 ]   |
| 2              | „stand still”                      | Yuka Iguchi                           | [ 34 ]   |
| 2              | „Grow Slowly”                      | Yuka Iguchi                           | [ 34 ]   |
| 2              | „Links”                            | Sachika Misawa                        | [ 34 ]   |
| 2              | „INFINIA”                          | Sachika Misawa                        | [ 34 ]   |
| 3              | „final phase”                      | fripSide                              | [ 35 ]   |
| 3              | „nameless story”                   | Kishida Kyōdan & The Akeboshi Rockets | [ 35 ]   |
| 3              | „Aoarashi no ato de”               | sajou no hana                         | [ 35 ]   |

## Gra komputerowa
Gra z gatunku powieści wizualnych na podstawie A Certain Scientific Railgun została wydana 8 grudnia 2011 na platformę PSP. Po kilku opóźnieniach ukazała się również edycja specjalna, zawierająca figurkę Kuroko Shirai. 24 stycznia 2022 Fuji Shoji wydało pachinko oparte na serii zatytułowane A Certain Scientific Railgun P.

## Light novel
Light novel składająca się z czterech historii o Mikoto, Kuroko, Kazari i Ruiko została wydana w Japonii 10 czerwca 2022. Została napisana przez Kamachiego i zilustrowana przez Kiyotakę Haimurę, Fuyukawę, Chuyę Kogino, Aratę Yamaji, Yasuhito Nogi, Teto Tachitsu i Nankyoku Kisaragi.